# Noriaki Asakura
Noriaki Asakura (Shizuoka, 11 mei 1973) is een voormalig Japans voetballer.

## Carrière
Noriaki Asakura speelde tussen 1992 en 1997 voor Shimizu S-Pulse en Consadole Sapporo.